# 新聖麗塔 (皮奧伊州)
新圣丽塔（葡萄牙語：Nova Santa Rita）是巴西東北部皮奥伊州的一个市镇。总面积1119.144平方公里，总人口4416人，人口密度3.9人/平方公里。